# プラスチック成形技能士
プラスチック成形技能士（プラスチックせいけいぎのうし）とは、国家資格である技能検定制度の一種で、都道府県職業能力開発協会（問題作成等は中央職業能力開発協会）が実施する、プラスチック成形に関する学科および実技試験に合格した者をいう。

## 概要
プラスチックの成形には圧縮、射出、押出、真空、インフレーションなどの成形法があり、プラスチック成形技能士とは、その成形技能を持つものを認定する国家資格であり、名称独占資格である。
技能検定試験におけるプラスチック成形職種は、圧縮成形作業、射出成形作業、インフレーション成形作業、ブロー成形作業に分かれる。
等級には、特級および1級〜3級（3級は射出成形作業のみ）まであり、特級は管理者または監督者が通常有すべき技能の程度、1級〜3級はそれぞれ上級技能者、中級技能者、初級技能者が通常有すべき技能の程度と位置づけられている。
資格を取得するためには、技能検定の実技試験と学科試験の両方の試験に合格することが必要である。

## 受検資格
- 特級：1級合格後、実務経験5年以上
- 1級：実務経験7年以上
- 2級：実務経験2年以上
- 3級：実務経験6ヶ月以上

※職業訓練歴や学歴により実務年数は異なる。

## 試験内容

### 学科試験

#### 試験形式
- 特級：五肢択一方式(50問、試験時間＝2時間)
- 1級：真偽法および四肢択一法(50問、試験時間＝1時間40分)
- 2級：真偽法および四肢択一法(50問、試験時間＝1時間40分)
- 3級：真偽法、問題数(30題、試験時間＝1時間)

### 実技試験
- 特級：ペーパーテストで、工程管理、作業管理、品質管理、原価管理、安全衛生管理、作業指導および設備管理について行う。試験時間＝3時間
- 1級〜3級：作業職種ごとに行われる。

#### 圧縮成形作業
- 1級：持参した2種類の熱硬化性樹脂を用いて、圧縮成形およびトランスファ成形により円筒状の成形品を製作し、「成形収縮率計算票」および「材料歩留り率計算票」を作成する。試験時間＝3時間40分
- 2級：持参した2種類の熱硬化性樹脂を用いて、圧縮成形により円筒状の成形品を製作する。試験時間＝3時間

#### 射出成形作業
- 1級：持参した2種類の熱可塑性樹脂を使用して、射出成形により箱状の成形品を製作し、「成形収縮率計票」および「材料歩留り率計算票」を作成する。試験時間＝3時間40分
- 2級：持参した2種類の熱可塑性樹脂を使用して、射出成形により箱状の成形品を製作する。試験時間＝3時間
- 3級：指定された金型を成形機に取り付け、型締め調整等成形関連作業操作と支給された成形品1個について判別および寸法測定を行う。試験時間＝1時間

#### インフレーション成形作業
- 1級：持参した2種類のポリエチレン樹脂を使用して、厚さおよび折径の異なった合計3種類のフィルムを製造し、「成形寸法検査表」および「材料ロス率計算表」を作成する。試験時間＝3時間15分
- 2級：持参した1種類のポリエチレン樹脂を使用して、厚さおよび折径の異なった合計3種類のフィルムを製造し、「成形寸法検査表」を作成する。試験時間＝2時間30分

#### ブロー成形作業
- 1級：持参した2種類の熱可塑性樹脂を用いて、ブロー成形によりボトルを製作し、成形品の内容量と成形収縮率計算票および材料歩留り率計算票を作成する。試験時間＝3時間30分
- 2級：持参した2種類の熱可塑性樹脂を用いて、ブロー成形によりボトルを製作する。試験時間＝2時間30分

## 取得後の称号
技能検定に合格すると等級に応じて技能士の称号が付与される。名刺やホームページなどに資格を表記する際には「1級プラスチック成形技能士」、「2級プラスチック成形技能士」のように等級を明示する必要がある。等級の非表示、等級表示位置の誤り、職種名の省略表示などは不可である。
なお職業能力開発促進法により、プラスチック成形技能士資格を持っていないものがプラスチック成形技能士と称することは禁じられている。